# Liste der Kulturdenkmäler in Stein-Bockenheim
In der Liste der Kulturdenkmäler in Stein-Bockenheim sind alle Kulturdenkmäler der rheinland-pfälzischen Ortsgemeinde Stein-Bockenheim aufgeführt. Grundlage ist die Denkmalliste des Landes Rheinland-Pfalz (Stand: 25. März 2025).

## Denkmalzonen
| Bezeichnung                    | Lage                            | Baujahr                            | Beschreibung | Bild            |
| ------------------------------ | ------------------------------- | ---------------------------------- | --- | --------------- |
| Denkmalzone Alter Friedhof     | Kirchstraße, bei Nr. 16 Lage    | zweite Hälfte des 19. Jahrhunderts | etwa 50 gründerzeitliche Grabsteine, zweite Hälfte des 19. Jahrhunderts bis um 1910, darunter Grabmal Familie Ritter, um 1900, Bronzeengel von Otto Büchting | Fotos hochladen |
| Denkmalzone Jüdischer Friedhof | Kirchstraße, hinter Nr. 16 Lage | 1857                               | umfriedetes Areal mit etwa 70 Grabsteinen, 1857 bis 1930 | Fotos hochladen |

## Einzeldenkmäler
| Bezeichnung                     | Lage                                                        | Baujahr                            | Beschreibung | Bild            |
| ------------------------------- | ----------------------------------------------------------- | ---------------------------------- | --- | --------------- |
| Wohnhaus                        | Bachgasse 3 Lage                                            | Mitte des 18. Jahrhunderts         | eingeschossiger barocker Mansarddachbau, Mitte des 18. Jahrhunderts | BW              |
| Rathaus                         | Bachgasse 15 Lage                                           | 1887                               | spätklassizistischer Walmdachbau, bezeichnet 1887 | Fotos hochladen |
| Hofanlage                       | Breite Gasse 1 Lage                                         | zweite Hälfte des 19. Jahrhunderts | Vierseithof, zweite Hälfte des 19. Jahrhunderts; spätklassizistischer Walmdachbau, Bruchstein | Fotos hochladen |
| Hofanlage                       | Breite Gasse 6 Lage                                         | frühes 17. Jahrhundert             | Hofanlage; Wohnhaus, frühes 17. Jahrhundert; an der Scheune Spolien, bezeichnet 1611 | Fotos hochladen |
| Wohnhaus                        | Breite Gasse 14 Lage                                        | 1756                               | barockes Wohnhaus, teilweise Zierfachwerk, bezeichnet 1756 | BW              |
| Wohnhaus                        | Breite Gasse 22 Lage                                        | 1576                               | Renaissancewohnhaus, bezeichnet 1576, 1578 und 1597, Umbau bezeichnet 1825 | BW              |
| Fenster                         | Kirchstraße, an Nr. 1 Lage                                  | 1573                               | spätgotisches Fenster, bezeichnet 1573 | BW              |
| Wohnhaus                        | Kirchstraße 2 Lage                                          | 1577                               | Fachwerkhaus, im Kern spätgotisch, bezeichnet 1577 | BW              |
| Hofanlage                       | Kirchstraße 4 Lage                                          | 18. Jahrhundert                    | Dreiseithof; Wohnhaus, teilweise Zierfachwerk, 18. Jahrhundert, Scheune mit spätgotischem Portal, bezeichnet 1593 (?)                                                                                | BW              |
| Hofanlage                       | Kirchstraße 6 Lage                                          | 1695                               | Dreiseithof; im Kern barockes Wohnhaus, bezeichnet 1695, Umbau in der Mitte des 18. Jahrhunderts und 1825; Wappenstein                                                                               | Fotos hochladen |
| Hofanlage                       | Kirchstraße 8 Lage                                          | 1787                               | Vierseithof; Wohnhaus bezeichnet 1827, Scheune bezeichnet 1787 | BW              |
| Hofanlage                       | Kirchstraße 10 Lage                                         | 18. und 19. Jahrhundert            | Vierseithof, 18. und 19. Jahrhundert, Toranlage bezeichnet 1743; barockes Wohnhaus, teilweise Zierfachwerk, bezeichnet 1711; Wirtschaftsgebäude, bezeichnet 1737 und 1747; Backhaus, bezeichnet 1837 | Fotos hochladen |
| Evangelisches Pfarrhaus         | Kirchstraße 11 Lage                                         | 17. Jahrhundert                    | ehemaliges evangelisches Pfarrhaus, 17. Jahrhundert, teilweise Zierfachwerk, massive Ersetzungen 1865/66, Torbogen bezeichnet 1600                                                                   | Fotos hochladen |
| Evangelische Pfarrkirche        | Kirchstraße 16 Lage                                         | 1723                               | barocker Saalbau, bezeichnet 1723, 1897–1900 nach Brand wiedererrichtet, neugotischer Turm, 1866–68; straßenseitig Stützmauer und Treppenaufgang, 19. Jahrhundert                                    | Fotos hochladen |
| Kriegerdenkmal                  | Mörsfelder Straße, auf dem Friedhof Lage                    | um 1930                            | Kriegerdenkmal 1914/18, Kunststein, um 1930 | BW              |
| Hofanlage                       | Neugasse 3 Lage                                             | zweite Hälfte des 19. Jahrhunderts | Dreiseithof; eineinhalbgeschossiges spätklassizistisches Wohnhaus, zweite Hälfte des 19. Jahrhunderts                                                                                                | Fotos hochladen |
| Wasserbehälter Stein-Bockenheim | südwestlich des Ortes an der K 3; Flur Am Steinkautweg Lage | 1927                               | expressionistisch angeregter Bossenquaderbau, bezeichnet 1927 | Fotos hochladen |

## Ehemalige Kulturdenkmäler
| Bezeichnung | Lage                | Baujahr         | Beschreibung                                                                         | Bild            |
| ----------- | ------------------- | --------------- | ------------------------------------------------------------------------------------ | --------------- |
| Hofanlage   | Breite Gasse 4 Lage | 18. Jahrhundert | Vierseithof; barocker Krüppelwalmdachbau, 18. Jahrhundert; aus Denkmalliste gelöscht | Fotos hochladen |